# Frits Grips
Frédéric Antoine Marie (Frits) Grips (Schaarbeek, 8 december 1869 – Vught, 3 januari 1961) was een Nederlandse schilder en tekenaar.

## Leven en werk
Grips was een zoon van de schilder Carel Jozeph Grips en Hermina Maria Johanna Jacoba Gerdessen en een oudere broer van Ernest Grips. Hij trouwde met Hendrika Maria Font Freide (1875-1936). Uit dit huwelijk werden de kunstenaars Charles, Wies en Pieter Grips geboren.
Grips verhuisde in 1881 met zijn ouders van België naar Vught. Hij leerde het schildersvak van zijn vader. Aanvankelijk maakte hij net als zijn vader stillevens en interieurs, later verkreeg hij bekendheid als portretschilder. Hij was ruim 25 jaar als tekenleraar verbonden aan de Tekenschool in Vught.
De schilder ontving het erekruis Pro Ecclesia et Pontifice. Hij overleed op 91-jarige leeftijd.